# Loge unie des théosophes
La Loge unie des théosophes, fondée en 1909 par le théosophe Robert Crosbie (en) existe dans plusieurs pays, en Europe, aux États-Unis, et en Inde. 
Selon ses propres critères, à la différence de la Société théosophique, la Loge unie des théosophes s'en tient strictement à l'enseignement de Helena Blavatsky, de William Quan Judge et de Robert Crosbie. Crosbie, ami de Judge, a initié un mouvement de « retour à Blavatsky » et créé la Loge en réaction à la Neo-Theosophy (en) considérée comme une forme dévoyée de la doctrine originelle de Blavatsky.
La Loge unie des théosophes de Paris, ou Compagnie Théosophie, édite des Cahiers de théosophie, des conférences audio et propose des réunions d'études gratuites, également par correspondance. Elle édite un webzine, Horizons théosophiques.